# Camillea sagrana
Camillea sagrana är en svampart som först beskrevs av Jean François Montagne, och fick sitt nu gällande namn av Berk. & M.A. Curtis 1853. Camillea sagrana ingår i släktet Camillea och familjen kolkärnsvampar.   Inga underarter finns listade i Catalogue of Life.